# Celia Gallardo González
Celia Gallardo González (Morelia, Michoacán, 1924-?) fue una política mexicana, miembro del Partido Revolucionario Institucional (PRI). Fue diputada federal de 1964 a 1967, la primera mujer michoacana en el cargo.

## Biografía
Realizó estudios básicos en la escuela Mariano Jiménez y luego ingresó en la Universidad Michoacana de San Nicolás de Hidalgo donde estudió la secundaria, la escuela Normal de donde egresó como maestra normalista y la preparatoria en Ciencias Sociales. Ejerció posteriormente su profesión como maestra normalista.
Inició su actividad política como secretaria de Acción Femenil de la Federación de Estudiantes Universitarios de Michoacán y luego fue secretaria de Acción Femenil y Social de la Federación Estatal de Trabajadores de la Confederación Nacional de Organizaciones Populares (CNOP) en 1944. Posteriormente fue secretaria de Acción Femenil y luego secretaria general en 1964 del comité estatal del PRI en Michoacán.
De 1956 a 1959 fue regidora del ayuntamiento de Morelia presidido por el alcalde Esteban Figueroa Ojeda, y de 1959 a 1962 fue diputada al Congreso del Estado de Michoacán. En 1964 fue postulada candidata del PRI a diputada federal por el Distrito 1 de Michoacán, resultando elegida para la XLVI Legislatura que tuvo término en 1967. En ella fue integrante de las comisiones de Bienestar Infantil; y, de Bellas Artes.
Al término de su función legislativa en 1967 fue integrante del Consejo Nacional de Mujeres de la CNOP.